# Archamia ataenia
Archamia ataenia är en fiskart som beskrevs av Randall och Satapoomin, 1999. Archamia ataenia ingår i släktet Archamia och familjen Apogonidae. Inga underarter finns listade i Catalogue of Life.